# Karol Rebro
Karol Rebro (27. října 1912 Horovce – 31. října 2000 Bratislava) byl slovenský právník a právní historik, profesor římského práva, rektor Univerzity Komenského v Bratislavě a děkan její právnické fakulty. Je autorem první slovenské práce z římského práva.

## Život a působení
Vystudoval státní reálné gymnázium v Trenčíně a právnické vzdělání získal v roce 1935 na Právnické fakultě Univerzity Komenského v Bratislavě, o rok později zde byl promován doktorem práv. Po ukončení studia pokračoval ve vědeckém bádaní u profesorů Riccoboneho a Del Vecchiho v Římě. Při vědeckém působení se připravoval na výkon běžné soudní služby, pracoval u Hlavního soudu v Bratislavě a v roce 1944 složil jednotnou soudcovskou a advokátskou zkoušku. Zapojil se do Slovenského národního povstání a po skončení druhé světové války působil ve vedoucích pozicích Sboru pověřenců SNR.
Přitom už od roku 1936 vyučoval římské právo a aktivně se účastnil pedagogického procesu na Slovenské univerzitě (později opět Univerzitě Komenského). Roku 1941 se habilitoval, roku 1944 byl jmenován mimořádným a roku 1946 řádným profesorem římského práva, v letech 1946–1947 se také stal děkanem právnické fakulty a v letech 1949–1950 byl rektorem celé univerzity. Působil také ve Slovenské akademii věd. V roce 1960 získal vědeckou hodnost kandidáta věd a o devět let později doktora věd. V roce 1993 obdržel čestný doktorát Univerzity Komenského.
Kromě romanistiky se profesor Rebro zabýval také právní historií obecně, podílel se např. na vydání dvoudílné učebnice Dejiny štátu a práva na území Československa v období kapitalizmu (I. 1971, II. 1972), zvláštní pozornost věnoval uherskému městskému právu nebo slovenským národnostním a státoprávním požadavkům v 19. a 20. století, což bylo téma práce Cesta národa. Svedectvo o boji Slovákov za národný štát (1969). Hlavní Rebrovy práce ovšem spočívaly v oblasti římského práva, v tomto oboru napsal především první slovenskou ucelenou učebnici Rímske právo súkromné (I. 1972, II. 1971), dále Juliánova náuka o práve obyčajovom (1944) nebo Latinské právne výrazy a výroky (1984), a jako spoluautor s Peterem Blahom Praktické cvičenia z rímskeho práva (1985) a Rímske právo (1991). Protože se v roce 1977 svou osobností zasadil o ponechání výuky římského práva v učebních plánech právnických fakult, má nezpochybnitelnou zásluhu na záchraně československé romanistiky.